# 穆内拉
穆内拉，是西班牙卡斯蒂利亚-拉曼恰自治区阿尔瓦塞特省的一个市镇。 总面积229km², 总人口3973人（2001年），人口密度17人/km²。